# Limited Animation
Limited Animation bezeichnet eine Form der Animation, die üblicherweise mit Cels, Bildfolien, und statischen Hintergründen ausgeführt wird. Die Limited Animation wird von der Full Animation unterschieden. Häufig wird Limited Animation mit stehendem Bild und Full Animation mit bewegtem Bild assoziiert, sodass erstere teilweise nicht als Animation im engeren Sinne betrachtet wird. 

## Funktionsweise

Bei Limited Animation werden statt der für die Illusion von Bewegung nötigen 18 verschiedenen Zeichnungen pro Sekunde weniger verwendet beziehungsweise nur kleine Teile des Gesamtbildes verändert, während der Rest statisch bleibt. Dabei liegt ein großer Teil des Bildes im statischen Hintergrund und nur die Teile, die sich bewegen sollen, werden mittels der darauf gelegten Bildfolie (Cel) animiert. Dabei wird die Aufmerksamkeit des Zuschauers immer auf den bewegten Teil des Bildes gelenkt. 
Außerdem wird Bewegung nicht nur durch das Wechseln der Zeichnungen, sondern auch durch wechselnde Perspektiven der simulierten Kamera oder veränderte Lage einer Folie zum Untergrund vermittelt. Ebenso kommen besonders schnelle oder langsame Schnitte zur Anwendung. Ferner kommt den Dialogen und Monologen die Bedeutung zu, die Aufmerksamkeit des Zuschauers auf die bewegten Bildteile zu lenken. 
Bei Produktionen mit Limited Animation werden häufig auch Folienbibliotheken angelegt, damit einmal eingesetzte Bildfolien bei anderen Szenen wieder verwendet werden können.

## Verwendung
Als Limited Animation wurden vor allem viele Zeichentrickserien für das Fernsehen ausgeführt, wie Familie Feuerstein der Hanna-Barbera-Studios oder Astro Boy von Osamu Tezuka. Eine extrem weitgehende Form von Limited Animation betrieb das Studio Gainax in den 90er Jahren mit den Serien Die Macht des Zaubersteins und Neon Genesis Evangelion. 
Dabei gilt diese Technik im Gegensatz zur Full Animation als kostengünstiger, da ein geringerer Arbeitsaufwand nötig ist.